# Julie Howard
Julie Kathryn Howard (Brantford, 23 de octubre de 1976) es una deportista canadiense que compitió en natación.
Ganó una medalla de plata en el Campeonato Mundial de Natación en Piscina Corta de 1995, en la prueba de 4 × 100 m estilos. Participó en dos Juegos Olímpicos de Verano, entre los años 1992 y 1996, ocupando el quinto lugar en Atlanta 1996, en el relevo 4 × 100 m estilos.

## Palmarés internacional
| Campeonato Mundial en Piscina Corta | Campeonato Mundial en Piscina Corta | Campeonato Mundial en Piscina Corta | Campeonato Mundial en Piscina Corta |
| Año                                 | Lugar                               | Medalla                             | Prueba                              |
| ----------------------------------- | ----------------------------------- | ----------------------------------- | ----------------------------------- |
| 1995                                | Río de Janeiro (Brasil)             | Medalla de plata                    | 4 × 100 m estilos                   |